# 凱撒布倫貝格山
48°09′34″N 16°02′00″E / 48.1593374°N 16.0332188°E
凱撒布倫貝格山（德語：Kaiserbrunnberg），是奧地利的山峰，位於該國東北部，由下奧地利州負責管轄，屬於維也納林山的一部分，距離約赫格拉本貝格山0.6公里，海拔高度576米，每年平均降雨量904毫米。